# Stanisław Widtmann
Stanisław Widtmann (litauisch Stanislavas Vidtmannas, Verk. Stanislav Vidtmann) ist ein litauischer Diplomat und ehemaliger Politiker polnischer Herkunft, von 2011 bis 2012 Kultur-Vizeminister.

## Leben
Nach dem Abitur an der Mittelschule absolvierte Widtmann das Diplomstudium der Biologie. Von 1994 bis 1996 leitete er als Redakteur eine Abteilung der "Słowo Wileńskie", der Wochenzeitung der polnischen Minderheit in Litauen. Danach arbeitete er in der litauischen staatlichen Verwaltung. Er war stellv. Generaldirektor bei Tautinių mažumų ir išeivijos departamentas prie Lietuvos Respublikos Vyriausybės und danach Berater des litauischen Ministerpräsidenten. 
Vom September 2011 bis 2012 war er litauischer Kultusvizeminister, Stellvertreter von Arūnas Gelūnas im Kabinett Kubilius II. Er bekam die Vorwürfe über die Dienstethik und die privaten Interessen. Ab 2012 arbeitete er im Energieministerium Litauens und war auch Mitglied des Aufsichtsrats im Energieprojekt LitPolLink. Bis zum 30. August war er Mitglied im Kulturrat Litauens. Seit September 2014 ist er Attaché für den Energiesektor in Warschau, in einer neu geschaffenen Position in der litauischen Botschaft in Polen.
Er ist verheiratet. Seine Frau  Renata Widtmann arbeitet im polnischen Radion Znad Wilii.